# خودروهای موتور عقب-چهار چرخ متحرک

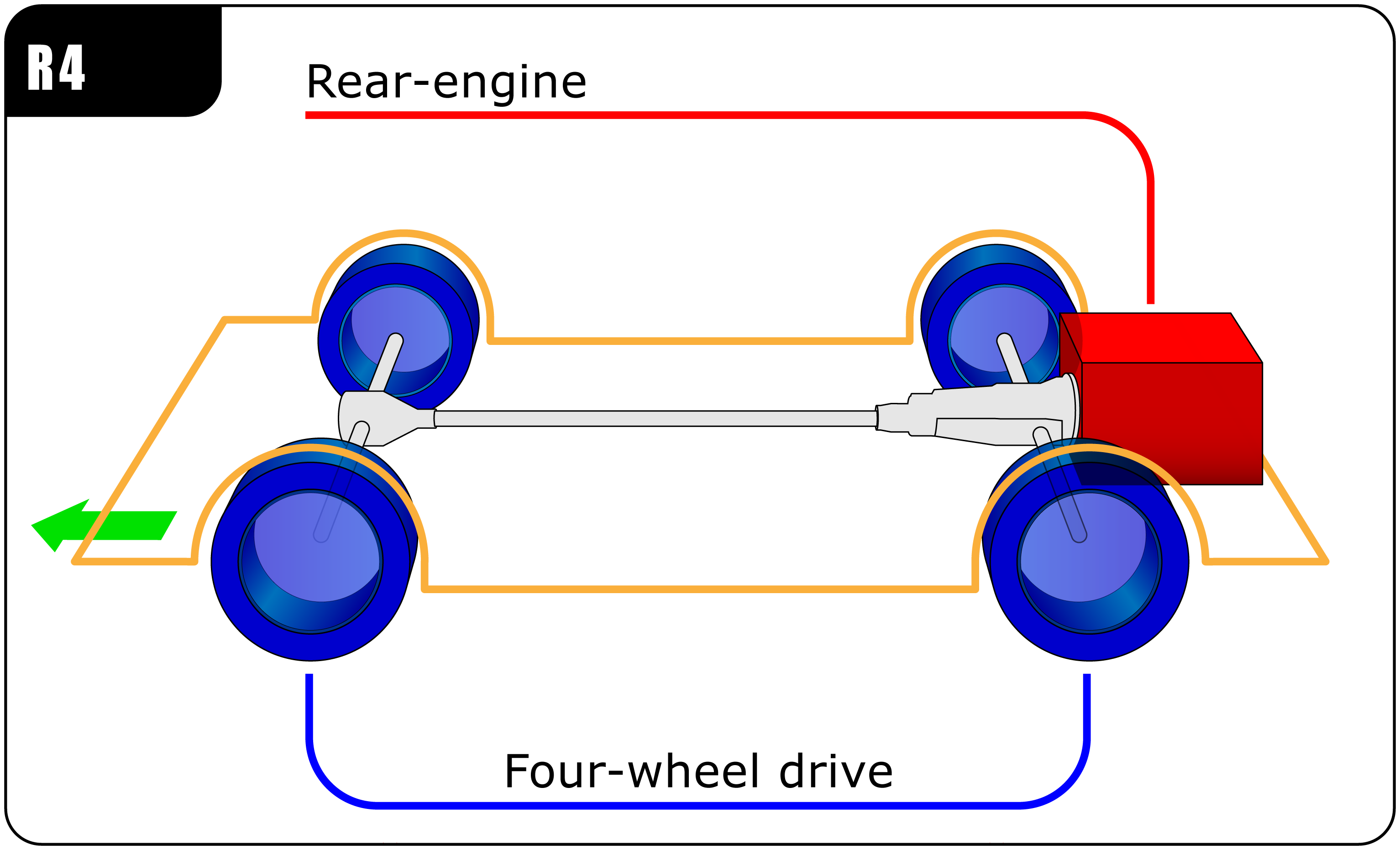
طرح خودروهای موتور عقب-چهار چرخ متحرک

خودرو موتور عقب-چهار چرخ متحرک (R۴) به آن دسته از خودروهایی گفته می‌شود که موتور خودرو در قسمت عقبی شاسی و نیروی محرکه آن بین چهار چرخ خودرو توزیع می‌شود.